# Pseudoplateros chiapasensis
Pseudoplateros chiapasensis là một loài bọ cánh cứng trong họ Lycidae. Loài này được Zaragoza Caballero miêu tả khoa học năm 1998.